# Noah Hathaway
Noah Leslie Hathaway (Los Ángeles, 13 de noviembre de 1971) es un actor y exídolo adolescente estadounidense. Conocido por haber interpretado a Atreyu en la película de 1984 The Neverending Story, del director alemán Wolfgang Petersen. Su trabajo en The Neverending Story le hizo particularmente popular como celebridad adolescente en Europa y América durante los años ochenta.

## Primeros años
Noah Leslie Hathaway nació el 13 de noviembre de 1971 en Los Ángeles, California, hijo de Robert y Judy Hathaway. Tiene ascendencia mohicana por parte de padre. Desde la edad de tres años, comenzó a aparecer en comerciales de televisión, y más tarde protagonizó varias películas para televisión. Su debut se produjo a la edad de seis años en la serie Battlestar Galactica, en el papel de Boxey, hijo adoptivo del protagonista Richard Hatch. De hecho era hijo (en la película) de Jane Seymour que es el interés amoroso del capitán Apolo, interpretado por Richard Hatch.

## Carrera

### The Neverending Story
A la edad de once años, a mediados de 1983, Hathaway fue elegido para el papel protagónico en la película The Neverending Story. En ella interpreta a Atreyu, un joven guerrero al que se le encomienda la misión de evitar la destrucción del mundo de Fantasía. Su actuación de Atreyu le valió una nominación a los Young Artist Awards, y ganó un Premio Saturn como mejor actor joven. Hathaway también interpretó sus propias escenas de riesgo.
Sobre su elección de Hathaway para interpretar a Atreyu, el director Wolfgang Petersen dijo:

Busqué a un chico guapo y de cuerpo atlético, con una determinación feroz. El papel requería que el personaje [Atreyu] montara a caballo de manera experta, volara sobre el lomo de un dragón, luchara a través de un pantano, trepara por las rocas y luchara contra un feroz lobo vampiro.

### Años posteriores
En 1986, apareció en el filme de misterio Casebusters. También ese mismo año, apareció como actor invitado en capítulos de diversas series de televisión. Hathaway no figuró en ningún otro proyecto hasta 1994, cuando actuó en la película To Die, to Sleep, siendo este su único y último trabajo en dos décadas. Recientemente se informó que pondría su voz en un filme actualmente en preproducción llamado Mondo Holocausto! En 2012, participa de la película Sushi Girl junto con Tony Todd, Sonny Chiba, Danny Trejo y Mark Hamill.

## Vida personal
Hathaway se ha dedicado con pasión a la práctica de muy variados deportes como artes marciales, natación, motociclismo y automovilismo. Está casado con Sameerah Hathaway, y tiene dos hijos.

## Filmografía
| Películas                 | Películas                   | Películas           | Películas                                                                      |
| Año                       | Película                    | Papel               | Notas                                                                          |
| ------------------------- | --------------------------- | ------------------- | ------------------------------------------------------------------------------ |
| 1980                      | It's My Turn                | Hijo de Homer       |                                                                                |
| 1981                      | Separate Ways               | Jason Colby         |                                                                                |
| 1982                      | Best Friends                | Lyle Ballou         |                                                                                |
| 1984                      | The Neverending Story       | Atreyu              |                                                                                |
| 1984                      | Quest                       |                     | Corto de TV                                                                    |
| 1986                      | Troll                       | Harry Potter Jr.    |                                                                                |
| 1994                      | To Die, to Sleep            | Phil                |                                                                                |
| 2012                      | Sushi Girl                  | Fish                |                                                                                |
| 2012                      | Mondo Holocausto!           | Ruggero Margheriti  |                                                                                |
| 2013                      | Blue Dream                  | Roper Karlsson      |                                                                                |
| 2016                      | The Chair                   | Alvarez             |                                                                                |
| Películas para televisión |                             |                     |                                                                                |
| Año                       | Título                      | Papel               | Notas                                                                          |
| 1979                      | High Midnight               | Timmy               |                                                                                |
| 1986                      | Casebusters                 | Jamie               |                                                                                |
| Series de televisión      |                             |                     |                                                                                |
| Año                       | Título                      | Papel               | Notas                                                                          |
| 1978-1979                 | Battlestar Galactica        | Boxey               | 22 episodios                                                                   |
| 1979                      | Supertrain                  | Niño                | Episodio: «Superstar»                                                          |
| 1979                      | The Last Convertible        | Teddy               | Miniserie (3 episodios)                                                        |
| 1980                      | Mork & Mindy                | Jud                 | Episodio: «Little Orphan Morkie»                                               |
| 1980                      | Eight Is Enough             | Jerry               | 2 episodios: «And Baby Makes Nine, Part One» y «And Baby Makes Nine, Part Two» |
| 1982                      | Laverne & Shirley           | Kevin Swisher       | Episodio: «Lightning Man»                                                      |
| 1982                      | CHiPs                       | Tommy               | Episodio: «Ice Cream Man»                                                      |
| 1984                      | Simon & Simon               | Patrick Jessup      | Episodio: «Almost Completely Out of Circulation»                               |
| 1985                      | Call to Glory               | Boy in French Class | Episodio: «JFK: Part Two»                                                      |
| 1985                      | CBS Storybreak              |                     | 2 episodios: «How to Eat Fried Worms» y «C.L.U.T.Z.»                           |
| 1985                      | Family Ties                 | Adam Galardner      | Episodio: «Designated Hitter»                                                  |
| 1986                      | Wildfire                    |                     | Voces                                                                          |
| 1986                      | The Magical World of Disney | Jamie               | Episodio: «Casebusters»                                                        |
| 2013                      | Twisted Tales               | Dale                | Episodio: «Boom»                                                               |

## Premios y nominaciones

### Young Artist Award
| Año  | Resultado | Premio             | Categoría                                                 |
| ---- | --------- | ------------------ | --------------------------------------------------------- |
| 1980 | Nominado  | Young Artist Award | Mejor actor juvenil en una serie de TV                    |
| 1985 | Nominado  | Young Artist Award | Mejor actor joven en una película (The Neverending Story) |
| 1986 | Nominado  | Young Artist Award | Mejor actuación joven                                     |

### Premios Saturn
| Año  | Resultados | Award         | Categoría             |
| ---- | ---------- | ------------- | --------------------- |
| 1985 | Ganador    | Premio Saturn | Mejor actuación joven |